# 切雷穆什納河
切雷穆什納河（烏克蘭語：Черемушна），是烏克蘭的河流，位於該國東部，屬於姆扎河的支流，河道全長14公里，流域面積107平方公里，流經哈爾科夫州，發源自奧胡利齊，河口處在巴赫梅蒂夫卡。